# Alsophylax boehmei
Alsophylax boehmei är en ödleart som beskrevs av  V.P. Shcherbak 1991. Alsophylax boehmei ingår i släktet Alsophylax och familjen geckoödlor. Inga underarter finns listade i Catalogue of Life.
Enligt den ursprungliga beskrivningen ska arten förekomma i Pakistan. Enligt The Reptile Database ska arten även förekomma i Indien och västra Kina.
Populationens taxonomiska status är omstridd. Den listas av The Reptile Database som synonym till Cyrtodactylus stoliczkai (även känd som Altiphylax stoliczkai).